# Luís VI de Hesse-Darmstadt
Luís VI de Hesse-Darmstadt (25 de janeiro de 1630 - 24 de abril de 1678) foi o governante de Hesse-Darmstadt de 1661 até à sua morte.

## Casamentos e descendência
Luís casou-se no dia 24 de novembro de 1650 com a duquesa Maria Isabel de Holstein-Gottorp, filha do duque Frederico III de Holstein-Gottorp. Tiveram oito filhos:
1. Jorge de Hesse-Darmstadt (1654–1655).
2. Madalena Sibila de Hesse-Darmstadt (28 de abril de 1652 – 11 de agosto de 1712) casada com o duque Guilherme Luís de Württemberg; com descendência.
3. Sofia Leonor de Hesse-Darmstadt (nascida e morta em 1653).
4. Maria Isabel de Hesse-Darmstadt (10 de março de 1656 – 16 de agosto de 1715) casada com o duque Henrique de Saxe-Römhild; sem descendência.
5. Augusta Madalena de Hesse-Darmstadt (6 de março de 1657 – 1 de setembro de 1674), morreu aos dezassete anos; sem descendência.
6. Luís VII de Hesse-Darmstadt (22 de junho de 1658 – 31 de agosto de 1678), morreu aos vinte anos de idade; sem descendência.
7. Frederico de Hesse-Darmstadt (1659–1676), morreu aos dezassete anos de idade; sem descendência.
8. Sofia Maria de Hesse-Darmstadt (7 de maio de 1661 – 22 de agosto de 1712) casada com o duque Cristiano de Saxe-Eisenberg; sem descendência.

Maria Isabel morreu em 1665. No dia 5 de dezembro de 1666, Luís voltou a casar-se, desta vez com a duquesa Isabel Doroteia de Saxe-Gota-Altemburgo de quem teve mais oito filhos:
1. Ernesto Luís de Hesse-Darmstadt (15 de dezembro de 1667 – 12 de setembro de 1739), conde de Hesse-Darmstadt, casado com a marquesa Doroteia Carlota de Brandemburgo-Ansbach; com descendência.
2. Jorge de Hesse-Darmstadt (1669 – 13 de setembro de 1705), um conhecido marechal-de-campo, morto em Barcelona; sem descendência.
3. Sofia Luísa de Hesse-Darmstadt (1670–1758), casada com o conde Alberto Ernesto II de Oettingen-Oettingen.
4. Filipe de Hesse-Darmstadt (20 de julho de 1671 – 11 de agosto de 1736), casado com Maria Teresa de Croÿ; com descendência.
5. João de Hesse-Darmstadt (1672–1673)
6. Henrique de Hesse-Darmstadt (29 de setembro de 1674 – 31 de janeiro de 1741), sem descendência.
7. Isabel Doroteia de Hesse-Darmstadt (24 de abril de 1676 - 9 de setembro de 1721); casada com o conde Frederico III Jacó de Hesse-Homburgo; com descendência.
8. Frederico de Hesse-Darmstadt (18 de setembro de 1677 - 13 de outubro de 1708), casado com Petronella von Stockmanns; com descendência.

## Genealogia
| 'Maria Hedvig de Hesse-Darmstadt | Pai: Jorge II de Hesse-Darmstadt | Avô paterno: Luís V de Hesse-Darmstadt  | Bisavô paterno: Jorge I de Hesse-Darmstadt   |
| 'Maria Hedvig de Hesse-Darmstadt | Pai: Jorge II de Hesse-Darmstadt | Avô paterno: Luís V de Hesse-Darmstadt  | Bisavó paterna: Madalena de Lippe            |
| 'Maria Hedvig de Hesse-Darmstadt | Pai: Jorge II de Hesse-Darmstadt | Avó paterna: Madalena de Brandemburgo   | Bisavô paterno: João Jorge de Brandemburgo   |
| 'Maria Hedvig de Hesse-Darmstadt | Pai: Jorge II de Hesse-Darmstadt | Avó paterna: Madalena de Brandemburgo   | Bisavó paterna: Isabel de Anhalt-Zerbst      |
| 'Maria Hedvig de Hesse-Darmstadt | Mãe: Sofia Leonor da Saxónia     | Avô materno: João Jorge I da Saxônia    | Bisavô materno: Cristiano I da Saxónia       |
| 'Maria Hedvig de Hesse-Darmstadt | Mãe: Sofia Leonor da Saxónia     | Avô materno: João Jorge I da Saxônia    | Bisavó materna: Sofia de Brandemburgo        |
| 'Maria Hedvig de Hesse-Darmstadt | Mãe: Sofia Leonor da Saxónia     | Avó materna: Madalena Sibila da Prússia | Bisavô materno: Alberto Frederico da Prússia |
| 'Maria Hedvig de Hesse-Darmstadt | Mãe: Sofia Leonor da Saxónia     | Avó materna: Madalena Sibila da Prússia | Bisavó materna: Maria Leonor de Cleves       |